# Danemark au Concours Eurovision de la chanson 2012
Le Danemark participe au Concours Eurovision de la chanson 2012 et choisit son représentant par une sélection nationale, le Dansk Melodi Grand Prix 2012, organisé par le diffuseur danois DR.

## Dansk Melodi Grand Prix 2012
Le 15 mai 2011, un jour après le Concours en Allemagne, la DR a annoncé la participation du pays au Concours Eurovision de la chanson 2012 à Bakou en Azerbaïdjan.
La DR a ouvert une période durant laquelle les chansons peuvent être envoyée jusqu'au 26 septembre 2011 à midi. Un total de 678 chansons ont été envoyées au diffuseur pour la sélection nationale.
9 à 10 chansons iront en finale, 6 seront sélectionnées dans une compétition, et 3 à 4 entrées jokers seront invités sur la base du choix du jury.
La finale nationale de la sélection danoise aura lieu au Gigantium d'Aalborg le 21 janvier 2012, et présenté par Felix Smith. C'est dans ce lieu que se sont déjà déroulés les finales nationales du Dansk Melodi Grand Prix 1992, 2006 et 2010.

## À l'Eurovision
Le Danemark participera à l'une des deux demi-finales qui se dérouleront les 22 et 24 mai 2012.